# 毘沙門天曼荼羅
毘沙門天曼荼羅（びしゃもんてんまんだら）とは仏教における毘沙門天の一族並びに眷属を網羅した曼荼羅である。

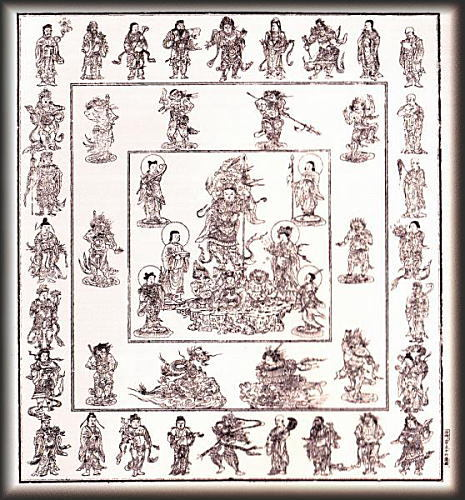
田村宗立『毘沙門天曼荼羅』 1862年 東福寺塔頭勝林寺蔵
第二院（第二枠）にいるのが八大夜叉大将と空鉢護法及び剣鎧護法

## 曼荼羅概要
内院には、毘沙門天並びに吉祥天と五童子。毘沙門天を支えているのは、地天女と二鬼（尼藍婆、毘藍婆）である。第二院には、八大夜叉大将と空鉢護法及び剣鎧護法が揃う。外院には、二十八使者が居並ぶ。
毘沙門天の配下に属する夜叉大将は5,000鬼と云われ、その頂点に立つのが八大夜叉大将であり、八大夜叉大将はまたそれぞれに5,000鬼の眷属を有する。常に毘沙門天の指示に随い、祈願する者を守護すると云われている。

## 五太子（五童子）
毘沙門天には実際のところ90尊の太子がいるとされるが、主に「五太子」に代表されるのは五法五徳五蔵五行等を表すためと解されている。
- 最勝太子（さいしょうたいし）
- 獨健太子（どくこんたいし）
- 那吒太子（なたたいし）
- 常見太子（じょうけんたいし）
- 禅膩師（善膩師）太子（ぜんにしたいし）

なお、経典によっては若干の名称違いが存在し、必ずしも一定ではない。
毘沙門天の右脇が禅膩師として、向かって左上が獨健、そこから時計回りに那吒、最勝、常見の並びと思われる。

## 八大夜叉大将
- 宝賢夜叉（ほうけんやしゃ）
- 満顕夜叉（まんけんやしゃ）
- 散支夜叉（さんしやしゃ）
- 衆徳夜叉（しゅうとくやしゃ）
- 応念夜叉（おうねんやしゃ）
- 大満夜叉（だいまんやしゃ）
- 無比力夜叉（むひりきやしゃ）
- 密厳夜叉（みつごんやしゃ）

なお、経典によっては若干の名称違いが存在し、必ずしも一定ではない。
曼荼羅の向かって右下隅から反時計回りに、上記夜叉の並びと思われる。

## 二十八使者
- 隠形使者
- 香王使者
- 勝方使者
- 奇方使者
- 禁呪使者
- 高官使者
- 興生利使
- 五官使者
- 金剛使者
- 座神使者
- 持斎使者
- 自在使者
- 神山使者
- 神通使者
- 説法使者
- 総明多智使者
- 太山使者
- 大力使者
- 田望使者
- 多魅使者
- 読誦使者
- 博識使者
- 左司命使者
- 伏蔵使者
- 北斗使者
- 右司命使者
- 龍宮使者
- 論議使者

なお、経典によっては若干の名称違いが存在し、必ずしも一定ではない。

## 縁日
- 毎月一日：毘沙門天以下全眷属の集会日（毘沙門天曼荼羅構成日）
- 毎月十一日：毘沙門天と獨健太子による巡界日
- 毎月十五日：四天王集会日
- 毎月二十一日：毘沙門天と那吒太子による集会日